# Kdo přežije: Guatemala
Kdo přežije: Guatemala (v anglickém originále Survivor: Guatemala — The Mayan Empire či jednoduše Survivor: Guatemala) je název jedenácté sezóny celosvětově známe televizní reality show Kdo přežije neboli Survivor. Show se točila 39 dní jako většina (pouze 2. sezóna, Kdo přežije: Austrálie, se natáčela 42 dní). Série byla poprvé vysílána na podzim roku 2005. Řada patří mezi nejrozmanitější díky skvělým hráčům a zajímavému prostředí.
Tentokrát bylo vysazeno 18 soutěžících v odlehlé Guatemalské džungli, v zemi starých máyů, kteří ovládali střední Ameriku, jenomže potom zmizeli. Navíc zde soutěží dva hráči z předchozí série Kdo přežije: Palau. Jsou to hráči, kteří byli natolik oblíbení, že dostali druhou šanci. Ti hráči jsou Stephenie a Bobby Jon. Povedou nováčky při jejich soutěži a zároveň se je budou snažit přelstít, přehrát a přežit. Život guatemalské džungli ale není nic lehkého a zábavného, ani pro hvězdné hráče. Palau je krásné místo v rovníkové oblasti, plné nádherných pláží. Džungle je ale něco úplně jiného. Hned na začátku budou muset kmeny podstoupit pochod dlouhý desítek kilometrů napříč džunglí, aby se dostali do svého tábora. Kmen, který bude jako první v cíli, vyhrává lepší tábor, poražení odcházejí do druhého, už ne tolik útulného. Kdo nakonec zvítězí, odnese si milion dolarů a titul Poslední přeživší? 

Stephenie LaGrossa se vrátí jako člen kmene Heroes (Hrdinové) ve 20. řadě Heroes vs. Villains (Hrdinové vs. Zloduši)

## Základní informace
| Počet dní:           | 39                                 |
| Počet trosečníků:    | 18                                 |
| Počet kmenů:         | 2                                  |
| Počet finalistů:     | 2                                  |
| Tajné imunity:       | Ano                                |
| Vítěz:               | Danni Boatwright (6-1)             |
| Lokalita natáčení:   | Laguna Yaxhá, národní park Naranjo |
| Země:                | Guatemala                          |
| Hvězdní hráči:       | 2 (Stephenie, Bobby Jon)           |
| Natáčení začalo:     | 22. června 2005                    |
| Natáčení skončilo:   | 5. srpna 2005                      |
| Vysíláno v USA:      | 15. září 2005 – 11. prosince 2005  |
| Předchozí řada:      | Kdo přežije: Palau                 |
| Následující řada:    | Kdo přežije: Panama                |
| Hrdinové vs. Zloduši | Stephenie LaGrossa                 |

## O sérii
Šestnáct z 18 hráčů bylo opět rozděleno do dvou kmenů, které se nazývají Nakúm a Yaxhá. Oba kmeny dostali ještě jednoho člena navíc a sice hvězdné hráče, kteří se vrátili pro druhou šanci, Bobbyho Jon Drinkard a Stephenie LaGrossa. Tito hráče jsme mohli vidět v předešlé řadě Kdo přežije: Palau. Probst popsal tyto hráče jako výpomoc kmeni. Kmen může čerpat z jejich zkušeností, nebo je může poslat domů na nejbližší kmenové radě. Stephenie a Bobby Jon totiž nemají žádnou imunitu proti vyloučení, jsou proto právoplatnými členy kmene. Hned první výzva byla fyzicky nejnáročnější. Pochod 18 kilometrů napříč džunglí do tábora, z něhož se spousta soutěžících, hlavně mužů, dlouho vzpamatovávala. Jednala se o pochod k táboru poblíž máyských ruin spolu se všemi potřebnými zdroji.
Během prvních devíti dnů se Nakúm ukázal jako úspěšnější. Ztratil pouze jednu soutěž o imunitu a poslal Yaxhá dvakrát na kmenovou radu, zatímco opačně se to stalo jenom jednou. Během jedné soutěži, Danni, sportcaster, identifikovala Garyho jako bývalého quaterbacka z NFL, i když Gary přes celou hru popírá svou minulost a tvrdí, že je zahradní architekt, dokonce i Danni, když se ho na to zeptá. Den 9 přišlo promíchání kmenů. Bobby Jon, Danni, Blake a Brandon opustili Nakúm a společně s Brianem, Amy a Garym utvořili nový kmen Yaxhá. V novém kmeni Nakúm byli čtyři původní členové Nakúm Margaret, Cindy, Brooke a Judd a čtyři původní členové kmene Yaxhá Stephenie, Jamie, Lydia a Rafe. Judd ihned navázal novou alianci se Stephenii a Jamiem a pomohl jim vyřadit Brooke. Ačkoli byly po celou dobu kmeny vyrovnané, poslední soutěž vyhrál Nakúm, proto šel do sloučení s početní převahou 6-4. V noci 18, Yaxhá vyloučili svého posledního člena Amy a poté odešel do tábora Nakúm, kde proběhlo sloučení dvou kmenů do jednoho, který se nazýval Xhakúm. Po sloučení byl kmen informován o skrytém symbolu imunity, který může hráč, který ho najde, použít na kmenové radě a uchránit se tak před volbou většiny bez toho, aby vyhrál individuální imunitu. Nakúm šestka zůstala zpočátku silná a vyloučili z kmene Brandona.
Jako odměnu v jedné soutěži dostal Judd nápovědu ke skrytému symbolu. Odvrátil další hráče, když lhal o obsahu nápovědy. Skrytý symbol imunity nakonec našel Gary a použil ho na kmenové radě, na které byl následkem jeho činu vyloučen Bobby Jon. Juddova lež se stala záchytným bodem pro Garyho, aby se pokusil rozbít Nakúm alianci. Na další kmenové radě byl zvolen Jamie, člen Nakúm aliance z důvodu jeho chování k ostatním v kmeni. Gary byl také brzy vyloučen, což udělalo z poslední terč z Danni, která byla poslední nepřítel Nakúm aliance. Jenomže Danni vyhrála imunitu, proto musel Nakúm vyloučit jednoho ze svých řad. Stephenie a ostatní členové cítili, že Judd už není pro kmen důvěryhodný a proto ho vyloučili na kmenové radě. Na výzvě o odměnu finálové pětky byla odměna nové auto. Výzvu vyhrála Cindy, ale dostala na výběr. Buď si auto nechat pro sebe, nebo se ho vzdát a dát auto každému ze zbývajících hráčů. Probst taky zmínil, že hráč, který vyhrál auto ještě nikdy nevyhrál celou soutěž. Cindy se nakonec rozhodla si auto nechat a na odměnu s sebou vzala Steph. Toto rozhodnutí Cindy stálo postup ve hře, byla totiž vyloučena na další kmenová radě i přesto, že měla být vyloučena Danni vzhledem k tomu, že nepatří do Nakúm aliance.
Po vyloučení Lydie, Stephenie se mohla jen dívat, jak Rafe a Danni vytváří novou dohodu, že jeden vezme toho druhého do finále na závěrečné soutěži o imunitu. I když se snažila vytrvat a porazit Danni, nakonec prohrála a přenechala tím Danni, poslednímu z bývalých členů Nakúm imunitu. Rafe informoval Danni, že jejich dohoda nic neznamená a že je stále věrný dřívější dohodě. Na následující kmenové radě, Danni vzala Rafa za slovo a učinila z něho posledního člena poroty 1-0. Na závěrečné kmenové radě, porota byla přesvědčená, že Danni hrála hru lépe než Stephenie a učinili z ní jedenáctého vítěze finálovými hlasy 6-1.

## Soutěžící

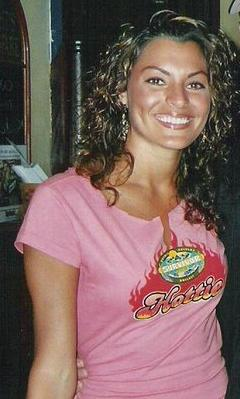
Stephenie LaGrossa, umístila se na 2. místě

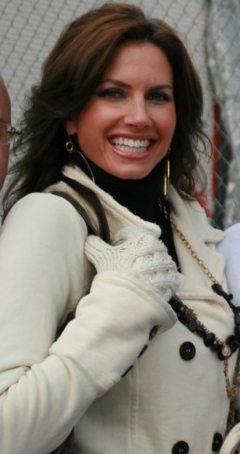
Danni Boatwright, vítěz Kdo přežije: Guatemala

16 soutěžících bylo rozděleno do dvou kmenů, Yaxhá a Nakúm, každý po osmi hráčích. Do hry ale přišel nečekaný zvrat, když Jeff představil soutěžícím Stephenie a Bobbyho Jona, trosečníky z předešlé řady Palau, kteří teď budou žít s nimi. Bobby Jon se stal člen kmene Nakúm a Stephenie členem kmene Yaxhá. Po prvních osmi vyřazených, přišlo sloučení a ze zbývajících deseti hráčů se stal kmen Xhakúm. Posledních sedm vyloučených vytvoří porotu, která svými hlasy rozhodne o vítězi. Poslední dvě finalistky před ní předstoupí a budou čelit jejím narážkám a všemožným otázkám. Vítězem se v roce 2005 stala tehdy 30letá Danni Boatwright, která porazila ve finále o pět let mladší Stephenie Lagrossa, hvězdnou hráčku z Palau hlasy 6-1.
| Soutěžící                             | Původní kmen | Smíšený kmen | Sloučený kmen | Skončil                            | Konečný počet hlasů |
| ------------------------------------- | ------------ | ------------ | ------------- | ---------------------------------- | ------------------- |
| Jim Lynch 63, Northglenn, CO          | Nakúm        |              |               | 1. vyřazený Den 3                  | 8                   |
| Morgan McDevitt 21, Decatur, IL       | Yaxhá        |              |               | 2. vyřazená Den 6                  | 8                   |
| Brianna Varela 21, Edmonds, WA        | Yaxhá        |              |               | 3. vyřazená Den 8                  | 7                   |
| Brooke Struck 25, Hood River, OR      | Nakúm        | Nakúm        |               | 4. vyřazená Den 11                 | 5                   |
| Blake Towsley 24, Dallas, TX          | Nakúm        | Yaxhá        |               | 5. vyřazený Den 14                 | 5                   |
| Margaret Bobonich 43, Chardon, OH     | Nakúm        | Nakúm        |               | 6. vyřazená Den 15                 | 7                   |
| Brian Corridan 22, New York, NY       | Yaxhá        | Yaxhá        |               | 7. vyřazený Den 15                 | 7                   |
| Amy O'Hara 39, Revere, MA             | Yaxhá        | Yaxhá        |               | 8. vyřazená Den 18                 | 4                   |
| Brandon Bellinger 22, Manhattan, KS   | Nakúm        | Yaxhá        | Xhakúm        | 9. vyřazený Den 21                 | 6                   |
| Bobby Jon Drinkard 28, Troy, AL       | Nakúm        | Yaxhá        | Xhakúm        | 10. vyřazený 1. člen poroty Den 24 | 8                   |
| Jamie Newton 24, Los Angeles, CA      | Yaxhá        | Nakúm        | Xhakúm        | 11. vyřazený 2. člen poroty Den 27 | 10                  |
| Gary Hogeboom 46, Grand Haven, MI     | Yaxhá        | Yaxhá        | Xhakúm        | 12. vyřazený 3. člen poroty Den 30 | 8                   |
| Judd Sergeant 34, Ridgefield, NJ      | Nakúm        | Nakúm        | Xhakúm        | 13. vyřazený 4. člen poroty Den 33 | 5                   |
| Cindy Hall 31, Naples, FL             | Nakúm        | Nakúm        | Xhakúm        | 14. vyřazená 5. člen poroty Den 36 | 6                   |
| Lydia Morales 42, Lakewood, WA        | Yaxhá        | Nakúm        | Xhakúm        | 15. vyřazená 6. člen poroty Den 37 | 10                  |
| Rafe Judkins 22, Providence, RI       | Yaxhá        | Nakúm        | Xhakúm        | 16. vyřazený 7. člen poroty Den 38 | 2                   |
| Stephenie LaGrossa 25, Filadelfie, PA | Yaxhá        | Nakúm        | Xhakúm        | 2. místo                           | 2                   |
| Danni Boatwright 30, Tonganoxie, KS   | Nakúm        | Yaxhá        | Xhakúm        | Poslední přeživší                  | 1                   |

## Soutěže
| Epizoda                                                           | Premiéra            | Soutěže                      | Soutěže       | Vyloučen/a | Hlasy | Skončil/a                          |
| Epizoda                                                           | Premiéra            | Odměna                       | Imunita       | Vyloučen/a | Hlasy | Skončil/a                          |
| ----------------------------------------------------------------- | ------------------- | ---------------------------- | ------------- | ---------- | ----- | ---------------------------------- |
| "Big Trek, Big Trouble, Big Surprise"                             | 15. září, 2005      | Nakúm                        | Yaxhá         | Jim        | 8–1   | 1. vyřazený Den 3                  |
| "Man Down"                                                        | 22. září, 2005      | Nakúm                        | Nakúm         | Morgan     | 8–1   | 2. vyřazená Den 6                  |
| "The Brave May Not Live Long, but the Cautious Don't Live at All" | 29. září, 2005      | Nakúm                        | Nakúm         | Brianna    | 7–1   | 3. vyřazená Den 8                  |
| "To Betray or Not to Betray"                                      | 6. října, 2005      | Nebyla                       | Yaxhá         | Brooke     | 5–3   | 4. vyřazená Den 11                 |
| "Crocs, Cowboys and City Slickers"                                | 13. října, 2005     | Yaxhá                        | Nakúm         | Blake      | 5–2   | 5. vyřazený Den 14                 |
| "Big Ball, Big Mouth, Big Trouble"                                | 20. října, 2005     | Nakúm                        | Rafe          | Margaret   | 6–1   | 6. vyřazená Den 15                 |
| "Big Ball, Big Mouth, Big Trouble"                                | 20. října, 2005     | Nakúm                        | [Gary]        | Brian      | 5–1   | 7. vyřazený Den 15                 |
| "Surprise Enemy Visit"                                            | 27. října, 2005     | Yaxhá                        | Nakúm         | Amy        | 4–1   | 8. vyřazená Den 18                 |
| "The Hidden Immunity Idol"                                        | 3. listopadu, 2005  | Nebyla                       | Gary          | Brandon    | 6–4   | 9. vyřazený Den 21                 |
| "Secrets and Lies and an Idol Surprise"                           | 10. listopadu, 2005 | Judd                         | Jamie         | Bobby Jon  | 6–2–1 | 10. vyřazený 1. člen poroty Den 24 |
| "Eating and Sleeping With the Enemy"                              | 17. listopadu, 2005 | Danni, Gary, Judd, Stephenie | Rafe          | Jamie      | 6–2   | 11. vyřazený 2. člen poroty Den 27 |
| "Everything Is Personal"                                          | 24. listopadu, 2005 | Cindy, [Rafe]                | Rafe          | Gary       | 6–1   | 12. vyřazený 3. člen poroty Den 30 |
| "Price for Immunity"                                              | 1. prosince, 2005   | Aukce                        | Danni         | Judd       | 4–2   | 13. vyřazený 4. člen poroty Den 33 |
| "Big Win, Big Decision, Big Mistake?"                             | 8. prosince, 2005   | Cindy, [Stephenie]           | Stephenie     | Cindy      | 4–1   | 14. vyřazená 5. člen poroty Den 36 |
| "Thunder Storms & Sacrifice"                                      | 11. prosince, 2005  | Nebyla                       | Rafe          | Lydia      | 3–1   | 15. vyřazená 6. člen poroty Den 37 |
| "Thunder Storms & Sacrifice"                                      | 11. prosince, 2005  | Nebyla                       | Danni         | Rafe       | 1-0   | 16. vyřazený 7. člen poroty Den 38 |
| "The Reunion"                                                     | 11. prosince, 2005  | Hlasy porotců                | Hlasy porotců | Stephenie  | 6–1   | 2. místo                           |
| "The Reunion"                                                     | 11. prosince, 2005  | Hlasy porotců                | Hlasy porotců | Danni      | 6–1   | Poslední přeživší                  |

### Epizoda 1: "Big Trek, Big Trouble, Big Surprise"
Soutěž o odměnu: Kmeny musely podniknout 18kilometrový pochod napříč džunglí.
Odměna: Oheň a tábor mezi ruinami. Poražení odcházejí do druhého tábora, který už není tak pěkný.
Soutěž o imunitu: Kmeny nasednou do svých člunů s pochodní. Musí pádlovat k boji, kde zapálí svou pochodeň, teprve pak se mohou vrátit zpátky. Až dopádlují zpátky na břeh, čtyři členové kmene běží k lanům, které jsou přivázané ke člunu. Za lana budou tahat ze všech sil, aby dostali svůj člun za cílovou čáru. Zbývající členové kmene budou mít na starosti klády, díky kterým bude pohyb člunu lehčí a rychlejší. Jakmile je člun za cílovou čárou, musí jeden člen kmene vzít hořící pochodeň a zapálit vítězný stožár. První kmen, který ho zapálí, vyhrává. Pro Yaxhá je navíc oheň v případě výhry.
Šestnácti trosečníkům začalo dobrodružství které se nazývá Survivor: Guatemala. Hned na začátku je čekalo velké překvapení v podobě dvou hvězdných hráčů Stephenie a Bobbyho Jona z předešlé řady Kdo přežije: Palau. Ti se stali právoplatnými členy jejich kmenů. Všechny čekala hned na začátku hodně těžká soutěž. Její tvrdost přiznali i hvězdní hráči. Kmeny museli totiž podniknout cestu dlouhou 11 mil (18 km) napříč guatemalskou džunglí. V sázce byl oheň a nový, lepší tábor, který se nalézá v zajímavém prostředí, které oplývá ruinami. Po vyčerpávajícím nočním pochodu, Bobby Jonův kmen Nakúm těsně předběhl Stepheniin kmen Yaxhá, čímž získali tábor mezi ruinami a oheň. Yaxhá se museli přesunout do méně žádoucího tábora, což znamenalo další pádlování. I když Nakúm vyhrál první soutěž, dlouhý pochod a dehydratace způsobila, že muži byli ve strašném stavu. Bobby Jon se zhroutil, Blake byl nemocný krátce poté, co se zranil jedovatými ostny do ramene, Jim si poranil biceps a Judd neustále zvracel. Margaret je zdravotní sestra, proto věděla co má dělat a snažila se jim pomoct. Na výzvě o imunitu, únava mužů z Nakúm brzdila jejich výkon, což vedlo Yaxhá k jejich prvnímu vítězství. Také to bylo Stepheniino první vítězství kmenové imunity. V předešlé sérii její kmen nevyhrál ani jednu soutěž o imunitu, což vedlo k jeho záhubě. Zpět v táboře Nakúm, kmen se rozhodl zbavit se jednoho ze zraněných mužů.
Na kmenové radě, byl Jim jako nejstarší muž v kmeni, vyloučen kvůli zranění celým kmenem hlasy 8-1.

### Epizoda 2: "Man Down"
Soutěž o odměnu: Soutěžící poběží po rampě a poté budou šplhat po pavoučí síti vytvořené z lan. Na síti je připevněno osm pytlů pro každý kmen. Každý člověk přeleze po síti a odváže pytel, se kterým se vrátí na začátek. Po něm vyrazí další člen kmene. Kmen, který bude mít všech osm pytlů, vyhrává odměnu.
Odměna: Rybářské náčiní, návnada a porcovací nůž.
Soutěž o imunitu: Oba kmeny budou spojeny společným lanem. Cílem je získat svou vlajku. Lano je ukotvené na koncích pole a když se tam jakýkoliv člen kmene dostane, musí se natáhnout pro vlajku. Kdykoliv se členové obou kmenů mohou pokusit zastavit postup svého protivníka. Výzva má časové omezení. Když do 15 minut nezíská žádný kmen vlajku, přistoupí se na soutěž jednotlivců. Kmen, který vyhraje získává imunitu.
V kmeni Nakúm, Bobby Jon cítil zklamání za prohru v první výzvě o imunitu, neboť se někteří obávali, že jeho prokletí KMEN, KTERÝ NEVYHRÁL ANI JEDNU SOUTĚŽ O IMUNITU se může vrátit. Blakeův stav se nelepšil. V Yaxhá, Gary se rozhodl za žádnou cenu neprozradit svou minulost quarterbacka v NHL z důvodu, že by ho Yaxhá hodně rychle vyloučili, protože by si o něm řekli, že už je bohatý a nepotřebuje vyhrát. Vyřešil to tak, že se představil jako Gary Hawkins, zahradní architekt.
Vy výzvě o odměnu, Blake těsně předběhl Briana a vyhrál pro Nakúm rybářské náčiní. Poté, co Yaxhá prohráli výzvu, ocitl se v zoufalé situaci s jídlem. Členové kmene se snažili jíst mravence, kobylky a malinké střevle, které Lydia chytila. Zatímco v kmeni Nakúm, Blakeův zdravotní stav se obracel k horšímu, když skoro nemohl dýchat. Celá situace však obtěžovala Judda, který přiznal, že Blake nedělá vůbec nic, jen odpočívá a Margaret ho celý den obskakuje. Na výzvě o imunitu, musely kmeny nakonec přistoupit na souboje jeden na jednoho. Během zápasu mezi Juddem a Garym, Danni poznala Garyho pravou identitu bývalého quaterbacka a odhalila to všem ostatním, což pomohlo Juddovi, který pro Nakúm získal první vlajku. O dvě kola později, Nakúm zůstal neporažený a získal svou první imunitu. Také pro Bobbyho Jona to bylo jeho první vítězství imunity. Zpět v táboře Yaxhá, Jamie cítil v Stephenie velkou hrozbu a chvíli měl v plánu pro ni hlasovat, i když měl Gary v plánu hlasovat pro Lydii (protože je nejslabší) nebo pro Morgan (protože je líná v táboře). Také Brian se otočil na Garyho a pověděl mu o tom, co se stalo na výzvě a zeptal se ho, jestli je pravda, že je bývalý hráč fotbalu, což Gary ihned popřel. Začal mít ale obavy, protože Danni ho poznala a to nemůže dopadnout dobře, jestli to všude vykecá. Všichni se rozhodli pro Lydii, když se najednou Brian snažil jí zachránit. Pověděl Garymu, že kvůli ní nikdy žádnou soutěž neprohráli a že je Lydia cennější než Morgan kvůli své pracovní morálce a chytání ryb.
Na kmenové radě, Brianův plán zafungoval a kmen se rozhodl vyloučit Morgan hlasy 8-1.

### Epizoda 3: "The Brave May Not Live Long, but the Cautious Don't Live at All"
Soutěž o odměnu: Kmeny budou stavět archeologický přístřešek. Na začátku ale budou mít zavázané oči a budou k sobě připoutáni. Jedna osoba z každého kmene bude oči kmene a bude navigovat jeho členy. Mezi ruinami je rozmístěno devět balíků materiálu pro každý kmen. Teprve, až kmen najde všech devět, smí si rozvázat oči a začít přístřešek stavět. První tým, který ho postaví vyhrává odměnu.
Odměna: Polštáře, lucerny s palivem, celty, provazy a přikrývky.
Soutěž o imunitu: Soutěž je založena na nejpopulárnější máyské hře, která se nazývá Soudný míč. Hraje se na vyvýšeném hřišti a vždy tři na tři lidi z každého kmene. Úkolem je získat body pro svůj tým prohozením míče jednou ze dvou obručí. S míčem se však nesmí chodit, jinak ho dostane druhý kmen. Kmen, který jako první získá pět bodů vítězí.
V kmeni Yaxhá, Brian byl na sebe pyšný za svůj plán vyloučit Morgan a nechat si v kmeni Lydii na poslední kmenové radě. Nastal další den v Nakúm a opičí vřeštění už všem lezlo na nervy, hlavně Juddovi, který kvůli tomu vůbec nespí. Chovatelka zvířat Cindy řekla, že se ta opice třeba jen ztratila a teď hledá ostatní. Během výzvy o odměnu, Yaxhá měli velký náskok a začali svůj přístřešek stavět jako první, to je ale hodně zbrzdilo, proto Nakúm vyhráli svou třetí soutěž v řadě. Zpět v táboře, Yaxhá už začali mít plné zuby kukuřičné kaše, proto se začali Gary a Rafe uchylovat k termitům. Nechutnají příliš dobře ale je v nich spousta proteinů. V kmeni Nakúm, Judd a Bobby Jon si stěžovali na Margaret, protože je neustále poučuje a nic se jí nelíbí. Během výzvy o imunitu, Stephenie byla rozčílená, že Brianna nic nedělala během jejího kola a nemohla nikomu přihrát. Rozhodla se předat míč Lydii, ale ta zase s míčem chodila, což je porušení pravidel. V závěrečném kole, Danni prohodila míč obručí a tím přivedla Nakúm k jejich čtvrtému vítězství v řadě. Zpět v Yaxhá, zraněná Amy přiznala, že má vymknutý kotník v průběhu výzvy, ale všechny ujistila, že je v pořádku. Jamie byl na Briannu naštvaný kvůli jejímu výkonu při výzvě o imunitu, proto se snažil prosadit její vyloučení, zatímco Brianna mluvila se Stephenie o Lydii. Na kmenové radě byla kvůli slabosti ve výzvách vyloučena Brianna hlasy 8-1.

### Epizoda 4: "To Betray, or Not to Betray"
Soutěž o imunitu: Týmy budou pádlovat pro tři pytle v kmenových barvách a potom rychle zpátky ke břehu. Poté musí pytle rozvázat a vysypat jejich obsah do košů. Jsou v nich schované máyské válečné hole. Hráči s nimi budou trefovat terče vzdálené 10, 14 a 18 metrů. Kmen, který všechny sestřelí jako první vyhrává imunitu a má jistý alespoň jeden den v Guatemale. Poražený kmen jde na kmenovou radu.
Na výzvě o odměnu dostali hráči dotazy o svých soukmenovcích. Mělo to ale háček. Ti lidé, které ostatní členové kmene napíšou dostanou odměnu související s otázkou. Šlo o přiřazení odměny jako je například jablko, sprcha nebo piknik. Poté ale nastala změna. Jeff položil otázku, kdo žije jen pro kmen a je na něj nejvíce hrdý. Yaxhá vybrali Briana a Nakúm chovatelku zvířat Cindy. Šlo totiž o promíchání kmenů, ale Brian a Cindy zůstali členy svých kmenů. Všichni až na čtveřici, která se zasloužila o piknik (Judd, Margaret, Gary, Amy) a Cindy a Briana se stali členy opačných kmenů. Nový Nakúm tvořili Brooke, Cindy, Jamie, Judd, Lydia, Margaret, Rafe a Stephenie. Na druhé straně, nový kmen Yaxhá, který měl o jednoho člena tvoří Amy, Blake, Bobby Jon, Brandon, Brian, Danni a Gary. Judd měl z nových kmenů radost, protože se necítil vůbec zranitelný, zatímco Amy a Margaret byly naštvané, protože cítili, že mají na zádech terč. Stephenie a Jamie začali vymýšlet strategii a usoudili, že by bývalí členové Nakúm šli nejdříve po Lydii. Proto vymysleli plán jako první se zbavit Brooke, která je podle nich nejslabší hned po Lydii, což jim dá výhodu, protože poté budou mít v kmeni početní převahu. Navázali rychlé přátelství s Juddem, pro kterého by nebyl problém podrazit svůj bývalý kmen. V kmeni Yaxhá, Danni se zeptala Garyho před všemi, jestli není bývalý fotbalista. Jeho lhaní ale vůbec nevěřila.
Nový kmen Yaxhá tvořený převážně bývalými členy Nakúm vyhrál imunitu a poslal Nakúmy na kmenovou radu. Na kmenové radě, Judd se připojil k původním členům Yaxhá a pomohl jim vyřadit Brooke 5-3.

### Epizoda 5: "Crocs, Cowboys and City Slickers"
Soutěž o odměnu: Oba kmeny vyrazí k prvnímu stanovišti, kde jeden ze členů ostrým kamenem přeřízne provaz, tak jak to dělali staří mayové. Až bude přeseknutý, kmen získá dvě páky. Musí je rozvázat a vzít k druhému stanovišti, kde se další z členů proseká kládami k druhému provazu. Až se dostane k provazu a přesekne ho, získá další dvě páky. Se všemi musí doběhnout k poslednímu stanovišti, kde je další čtyři členové vezmou, zastrčí do tournecatu a začnou jimi točit. Navíjením začnou vytahovat do kopce svůj vozík. Až bude nahoře, tak všech šest, členů, kteří se na výzvě podíleli si do něj vlezou. Zbývající člen vezme mačetu a přesekne poslední provaz, což vozík uvolní a ten sjede i s pasažéry z kopce dolů. Vítězný kmen získá odměnu.
Odměna: Margarity, brambůrky s avokádem, plovoucí proti-krokodýlí klec na koupání dovezená přímo do tábora.
Soutěž o imunitu: Oba kmeny se rozdělí do dvou skupin po třech. Tyto skupinky se odeberou na značky a budou držet mayskou lapací síť. Z každého kmene zbude po jednom členovi. Ti budou do pole odpalovat míče z katapultu zatímco skupinky se je budou pokoušet chytit. Kmen, který jich jako první získá pět, vyhrává imunitu.
Po kmenové radě, Margaret byla znechucená Juddovou zradou. V kmeni Yaxhá, Brian vyjádřil, jak je mu nepříjemné, že je jeho kmen tolik nábožensky založený a za každé jídlo děkují bohu. Přizna, že on věřící není. Na výzvě o odměnu, Jamie z kmene Nakúm se snažil rozříznout lana, jenomže byl moc pomalý a Yaxhá vyhráli odměnu a všechno s ní spojené. Zpátky v táboře po ztrátě další výzvy, Stephenie se snažila skrývat svou depresi z neustálých proher, jak na Palau, tak i tady. Necjce to všechno prožít znovu a začala se uchylovat k tomu, že je prokletá nebo nosí štěstí každému, kdo je s ní v kmeni. Před výzvou o imunitu v kmeni Nakúm, Lydia se snažila své spoluhráče rozveselit tancem. Dlouhá éra proher pro Stephenie na chvíli skončila, když Nakúm vyhrál imunitu. V kmeni Yaxhá byl Brian v rozpacích, protože je kmen složen ze čtyř bývalých členů Nakúm a třech Yaxhá a je jasné, že výhodu využijí a jednoho po druhém je odstřelí. Nicméně, Blake lezl všem na nervy svými neustálými trapnými historkami a vytahováním, proto i jeho spojenci začali uvažovat o jeho vyloučení. Brandon však odmítl zradit svůj kmen a rozhodl se, že Blakeovo jméno nenapíše. Brian se snaží ukazat Nakúmům jaký je Blake trouba, aby nakonec proti němu hlasovali. Když přišlo na kmenovou radu, Brandon dodržel svoje slovo a hlasoval pro Briana, jenže zbytek kmene vyloučil Blakea z kmene hlasy 5-2.

### Epizoda 6: "Big Balls, Big Mouth, Big Trouble"
Soutěž o odměnu: Kmeny byly rozděleny do dvojic a vždy jeden pár z každého kmene s párem z opačného kmene soutěžíli o přesunutí obří koule přes pole do cíle, neboli branky opačného kmene. Kmen, který bude mít 3 body vyhrává.
Odměna: Grilovačka, včetně grilu, hamburgery, piva, hotdogy, zázvorová limonáda a právo účastnit se soutěže o individuální imunitu.
Soutěž o imunitu: Kmen, který vyhrál, postupuje do fáze o individuální imunitu, kde členové kmene soutěží proti sobě. Soutěžící musí pro sebe nasbírat tři pytle, ve kterých jsou dlaždice s písmeny. Z těch pak musí soutěžící složit dvouslovnou frázi "Ancient Ruin".
V kmeni Yaxhá se mluvilo o vyřazení Blakea a o tom, jak byl podveden svým kmenem, zatímco v Nakúm byla Margaret v depresi z toho, co Judd udělal Brooke a navíc se v táboře naparuje jako by se nechumelilo. V soutěží o odměnu, kmeny byly informovány o tom, že musí oba jít na kmenovou radu a oba musí vyloučit jednoho člena. Nakúm vyhráli druhou výzvu v řadě. Jako součást jejich odměny, Nakúm soutěžili mezi sebou o individuální imunitu ve výzvě, která následovala hned po první soutěži. Soutěž o imunitu vyhrál Rafe. Byl také informován o tom, že bude mít možnost sledovat Yaxhá na jejich kmenové radě a sbírat informace. Před kmenovou radou v kmeni Yaxhá brian přišel s nápadem volit Bobbyho Jona s domněnkou, že hlasování skončí nerozhodně, avšak Gary a Amy si nebyli jistí, protože Bobby Jon je ten nejsilnější v kmeni. V kmenové radě Nakúm se Judd ostře pustil do Margaret. Oni dva proti sobě hlasovali, ale v závěru byla Margaret, kvůli osobním konfliktům vyloučena z Nakúm 6-1 a na kmenové radě Yaxhá, Rafe daroval Garymu individuální imunitu, který jí ovšem na základě hlasování nepotřeboval a z kmene byl vyloučen původní člen Yaxhá Brian hlasy 5-1. Na jeho vyřazení se podíleli i Gary a Amy, protože ho vnímali jako nedůvěryhodného.

### Epizoda 7: "Surprise Enemy Visit"
Soutěž o odměnu: Čtyři členové kmene si omotají kolem těla 10 metrů stuhy a pak jí budou odvíjet, aby se dopracovali až do cíle. První osoba bude obíhat okolo tyče rychle jak to jen půjde a tím převine stuhu z tyče na sebe. Potom se přesune k dalšímu soutěžícímu. Připoutá se k němu a poté budou společně obíhat tyč tak dlouhou až budou omotaní stuhou oba. Stejně tak třetí a čtvrtý hráč. Nakonec by měli vskončit všichni čtyři omotaní stuhou. Teprve potom mohou vyrazit na zpáteční cestu a začít stuhu ze svých těl odmotávat. Do hry se zapojí ještě jedna osoba. Jejím úkolem bude pomáhat čtyřem spoluhráčům jak jen bude moci. První kmen, jehož pět členů se ocitne na kmenové rohoži získá odměnu.
Odměna: Možnost zúčastnit se vyhlídkové jízdy na laně, spousta čokoládových pokrmů
Soutěž o imunitu: Tři členové z každého kmene budou mít na starosti vykutání obrovských kusů skládačky z písku. Po jednom budou hledat jednotlivé kusy. Pokaždé, když jeden člen kmene najde, vrací se s ním a vyráží další. Každý musí najít alespoň jeden kus. Až bude mít kmen všech 12 kousků, poté se další dva členové kmene pokusí skládačku sestavit. Kmen, který jí sestaví jako první vyhrává imunitu.
Po kmenové radě v kmeni Nakúm, Judd byl rád, že byla vyloučena Margaret, protože je v kmeni lepší atmosféra i nálada. Další den, Yaxhá vyhráli odměnu s ní velkou čokoládovou hostinu. Poté pozvali Nakúmy do svého tábora z důvodu, že Danni má narozeniny. Zpočátku byl Nakúm nejistí a nechtělo se jim to líbit, z důvodu, že ti lidé je chtějí vyloučit a teď se s nimi mají bavit, ale nakonec šli. V táboře Yaxhá spolu plavali v krokodýlům-vzdorné kleci, kde si to všichni užívali, jen Jamie se držel zpátky a pozoroval situaci mezi starými Nakúmy a Garym a Amy, jestli jsou oni dva ještě pořád ochotní se k nim přidat po sloučení. Cindy byla taky hodně nejistá z celé té situace a proto prý svůj zájem jen předstírala.
Nakúm vyhrál soutěž o imunitu. V kmeni Yaxhá si nebyli lidé jistí, jestli mají hlasovat pro Amy, která stále trpí na zranění kotníku, které utrpěla před několika dny, nebo pro Bobbyho Jona, který už měl jednou šanci hrát Survivor a rozhodně si míň zaslouží pokračovat ve hře.
Na kmenové radě, Yaxhá se rozhodl vyloučit Amy hlasy 4-1. Po hlasování, čtyři zbývající Yaxhá se přestěhovali do tábora Nakúmů s novými šatky a brzy dojde ke sloučení.

### Epizoda 8: "The Hidden Immunity Idol"
Soutěž o imunitu: Úkolem je udržet na hlavě hliněný hrnec, a to co nejdéle. Kdo se ho dotkne rukou, je venku ze soutěže. Soutěžící nesmí slézt z malé kostky, na které bude stát. Ten, kdo udrží hrnec nejdéle, vyhrává imunitu a na kmenové radě bude v bezpečí. Pokud se do hodiny nerozhodne o vítězi, následuje rozstřel. V rozstřelu budou závodit po schodech pyramidy. Rukama se nesmí nikdo dotknout hrnce. Kdo bude první nahoře nebo kdo dojde nejdál s hrncem v celku na hlavě vyhrává. Soutěže se účastnili pouze Danni, Gary, Brandon, Bobby Jon, Cindy a Judd a rozstřelu se nezúčastnila jedině Danni. Ostatní čtyři si užívali hostinu.
Nakúm byl šokován, že vidí členy opačného kmene Yaxhá ve svém táboře a ještě víc byli šokováni, když byli informováni o sloučení. Další den bylo ve stromové poště odhaleno, že se v táboře nachází skrytý symbol imunity. Nový tábor se nazývá Xhakúm (Spojení jmen předchozích kmenů Yaxhá a Nakúm). Na výzvě o imunitu, Jeff vysvětlil, že soutěž je i o odměnu. Avšak pouze ti, kteří mají pocit, že jsou na kmenové radě v bezpečí si mohou dovolit nezúčastnit se soutěže o imunitu a přemístit se ke stolu a najíst se. Gary vyhrál imunitu v rozstřelu a byl to pro něho úspěch, neboť staří členové Nakúm (Stephenie, Rafe, Lydia, Cindy, Judd a Jamie) drží spolu a nejspíš se ho chystají v nejbližší době vyřadit. Během výzvy Jamie řekl na rovinu, že staří členové Yaxhá mají hlavu na špalku, protože jsou v menšině a taky prohlásil, že Judd soutěží jen proto, aby podpořil Nakúmy. Jelikož měl Gary imunitu, jako první měli hlavu na špalku Brandon a Bobby Jon, avšak Stephenie přesvědčila své spojence, aby nechali Bobbyho Jona ve hře a první vyloučili Brandona. Bobby Jon ji totiž požádal, aby se mohl dostat alespoň do poroty.
Na kmenové radě, byl Brandon, jeden ze zbývajících Yaxhá členů vyloučen 6-4.

### Epizoda 9: "Secret and Lies and an Idol Surprise"
Soutěž o odměnu: Soutěžící zacházeli se zbraní, které se říká "atla". Používali ho mayští bojovníci. Soutěžící musí vrhat šípy na terč vytvořený kolem kůlu. Každý má jen jeden pokus. Ten, kdo bude nejblíže terče vyhrává.
Odměna: Vítěz dostane nejlepší jídlo v altánu, otevřený bar a výběr dezertů, možnost přizvat k sobě dva další jedince + nápověda ke skrytému symbolu imunity.
Soutěž o imunitu: Každý soutěžící přejde po kládě, ze které si po jednom odvážou dvě dřeněné podložky, a to co nejrychleji. Pouze první čtyři nejrychlejší, kteří trasu zdolají postupují do dalšího kola. V dalším kole soutěžící použije dvě dřevěné podložky a s jejich pomocí vytvoří lanový most. První dva, kteří dojdou na plošinu postupují do finále. Ve finálovém kole musí soutěžící přejít po jednom laně a druhého lana se držet. Kdo spadne do vody, vrátí se na start. První, kdo přejde po laně až na plošinu jako první, vyhrává imunitu a má jisté místo ve finálové osmičce.
Po kmenové radě, Jamie a Bobby Jon se udobřili. Judd vyhrál soutěž o odměnu, když se jeho šíp přiblížil nejdéle středu. Jamie, který získal 4. místo se rozhodl posunout se na poslední místo a tím zlepšit o jednu příčku všem ostatním. Nejlepší jídlo bylo humra steak, zatímco Jamie, který byl poslední, měl misku ořechů a špinavou vodu z jezera. Judd pozval ke stolu Stephenie a Bobbyho Jona a podělil se s nimi o nějaké jídlo a zpřístupnil jim bar a výběr jakýchkoliv dezertů. Po odměně, Jamie řekl své alianci, že mu Gary řekl, že pro něj bude hlasovat, ale ne všichni jeho slovu věřili. Jamie získal imunitu, když ve finálovém kole porazil Rafea. Gary, kterého Nakúm aliance zvolila pro vyloučení všechny překvapil, když našel skrytý symbol imunity, který použil na kmenové radě. Když byl však Gary v bezpečí, Nakúm aliance musela změnit své plány a vyloučen byl Bobby Jon 6-2-1 a stal se prvním členem poroty. Vydržel ve hře o tři dny déle než v Kdo přežije: Palau. Stephenie je poslední hvězdný hráč až do 16. série Kdo přežije: Mikronésie

### Epizoda 10: "Eating and Sleeping With the Enemy"
Soutěž o odměnu: 8 soutěžících se rozdělí do dvou týmů. Budou v nich vždy 2 muži a 2 ženy. Páry budou svázané provazem. Páry budou muset projít rozbahněnou dráhou přes několik různých překážek. První překážka je na přelezení druhá na podlézání a třetí zase na přelezení. Na konci najde pár hrnce naplněné zrním. Hrnec pak vezme zpátky přes ty samé překážky. Až se dostanou všichni na podložku, tým vysype zrní do nádoby v cíli. Pak vyrazí další pár. První tým, který nádobu přeplní až po okraj získává odměnu.
Odměna: Vítězný tým odletí ve vrtulníku a budou převezeni do nádherné soukromé vily, kde se mohou všichni osprchovat, vyprat si šaty, nají se a stráví tam noc. Navíc ráno snídaně a káva
Soutěž o imunitu: Soutěžící budou připoutaní na dlouhém laně propleteném v překážkách. Budou šplhat nahoru, prolézat a vše možné, aby se přes překážky dostali. První čtyři v cíli postupují do dalšího finálového kola. Ve finále budou soutěžící opět připoutaní na lano. Překážky budou ve třech úrovních nad sebou, proto to bude o něco složitější. První v cíli získá imunitu.
Po kmenové radě, Jamie vystartoval na Garyho s tím, že o něm řekl, že je lhář. Judd však přiznal, že nic takového neslyšel a taky, že už všem Jamie leze na nervy. Na výzvě o odměnu, tým Rafea, Cindy, Jamieho a Lydie vedl až do doby, kdy už to Lydie nezvládala a proto je předběhl druhý tým. Odměnu tedy získali Danni, Gary, Judd a Stephenie. Odměna byla noc mimo tábor a další překvapení byla kazeta z domova pro každého. Když se vrátili z odměny, Stephenie přinesla do tábora košík, ve kterém byla káva, což potěšilo Cindy, protože ona kávu miluje. Rafe vyhrál imunitu, když ve finálovém kole těsně porazil Cindy. Jamie začal být hodně paranoidní a proto Nakúm aliance uvažovala o jeho vyloučení. Jamie však nebyl původní cíl, ale jeho paranoia byla všem nepříjemná. Na kmenové radě se všechny jeho obavy vyplnily, když byl vyloučen z Xhakúm 6-2 a stal se druhým členem poroty.

### Epizoda 11: "Everything Is Personal"
Soutěž o odměnu: Každý soutěžící má tři džbány naplněné kukuřicí se svými jmény. Jeff se jich bude ptát na otázky o máyské kultuře a Guatemale. Pokaždé, když soutěžící odpoví správně, může rozbít džbán někoho jiného. Když má někdo všechny džbány rozbité, vypadává ze soutěže. Poslední, komu zůstane alespoň jeden džbán vyhrává odměnu.
Odměna: Vítěz odjede k horkým pramenům v Guatemale, které stékají do krásného jezírka se studenou vodou. Dohromady jsou to lázně. Navíc vítěz dostane mochito, grilované maso, krevety, hovězí a kuřecí dostane úžasnou masáž.
Soutěž o imunitu: Jeff bude soutěžícím vyprávět o máyských bájích. Potom je čeká sedm zastávek. Na každé složí skládačku, kde najdou otázku související s příběhem, který právě slyšeli.
Musí si ji přečíst a vybrat odpověď. Když někdo odpoví správně, získá vlajku, se kterou se vrátí zpátky a pověsí ji na svoji základnu. Když odpoví špatně, získá barevnou hůlku, kterou musí vzít a hodit ji do ohně, což ho bude stát nějaký čas. Kdo bude mít první všechny vlajky, vyhrává imunitu.
Po kmenové radě byla většina tábora ráda, že je Jamie pryč, protože se dalo volně dýchat. Judd se ale necítil moc dobře, protože mu nikdo neřekl, co se chystá. Řekl, že mu je jedno, že je Jamie pryč, ale že mu o tom nikdo neřekl. Cindy vyhrála soutěž o odměnu a vzala Rafea s sebou k horkým pramenům a na hostinu a masáž. Zpět v táboře, Stephenie prohlásila, že pokud má s ní někdo problém, ať jí to řekne do očí. Myslela tím hlavně Lydii, která jí při soutěži o odměnu poslala rychle na lavičku s tím, že Stephenie vyhrála příliš moc odměn. Stephenie si to však nenechala líbit a jako výsledek, Lydie se stala největším outsiderem v táboře. Rafe vyhrál podruhé v řadě imunitu a těsně porazil Garyho.
Na kmenové radě, Nakúm zůstal silný a domů poslal Garyho 6-1, i přes jeho snahu obrátit hlasy k Juddovi když všem prozradil Juddovu lež o skrytém symbolu imunity.

### Epizoda 12: "Price for Immunity"
Survivor Aukce: Každý soutěžící dostane 500 dolarů a může přihazovat po 20 dolarech. ten, kdo nabídne nejvíc získává předmět. Může se taky s někým složit. Aukce může skončit kdykoliv.
Odměna: Zbývající soutěžící a to, co si koupili na aukci:
- Cindy – sušenky se sklenicí mléka ($ 40), noc strávená se svojí sestrou-dvojčetem Mindy (přijato od Judda)
- Danni – sušené hovězí ($ 20), sendvič se steakem a hranolky (sdíleno s Rafem) (Zakrytý předmět) ($ 180), obálka s výhodou k příští soutěži o imunitu ($ 200)
- Judd – jednodenní pobyt v táboře se svou ženou Kristen a daroval Cindy a Stephenie noc s jejich blízkými ($ 880, složili se s Cindy) a zbývající tři byli vyhoštěni do bývalého tábora Yaxhá.
- Lydia – Moskitiéra ($ 140).
- Rafe – Sendvič se steakem a hranolky (sdíleno s Danni)(Zakrytý předmět) ($ 180)
- Stephenie – noc v táboře se svým přítelem Michaelem (přijato od Judda)

Soutěž o imunitu: Soutěžící se budou pohybovat po lidské šachovnici, každý vždy otočí jednu červenou dlaždici směrem nahoru a stoupne si na ni. Může jít jakým směrem chce, ale ne šikmo. Na červenou dlaždici se smí stoupnout pouze jednou. Může se taky nahoře otočit na jakou stranu chce. Volných dlaždic bude stále méně a měně. Kdo bude poslední ve hře získává imunitu. Danni si v aukci koupila výhoda, která byla, že si může kdykoliv vyměnit místo s někým jiným.
Poslední šestka šla na Aukci, na které si Danni koupila výhodu v soutěži o imunitu a Juddova manželka Kristen, Cindyina sestra Mindy a Stepheniin přítel Michael strávili noc v táboře Xhakúm. V důsledku výhody si Danni prohodila místo se Stephenie v soutěži o imunitu a nakonec vyhrála imunitu. V bezpečí před hlasy se Danni cítila velmi dobře když věděla, že někdo z Nakúmů musí odejít. Snažila se přesvědčit Lydii, Rafea a Stephenie, že Juddovi se nedá věřit a že by měl být vyloučen.
Na kmenové radě se tak stalo a Judd se stal čtvrtým členem poroty 4-2, ale ještě předtím než odešel tak pronesl "Lháři. Doufám, že vás všechny sežere krokodýl".

### Epizoda 13: "Big Win, Big Decision, Big Mistake?"
Soutěž o odměnu: Soutěž o auto. V soutěži jsou použity prvky z předchozích soutěží. Nejprve se všichni vydají po kladině. Cestou hráč posbírá tři páry makan. První tři postupují do dalšího kola. V dalším kole se pokusí rozbít pomocí makan malou dlaždičku vzdálenou 10 metrů. První dva, kterým se to podaří, postupují do finálového kole. V něm musí vyřešit skládačku založenou na mayském kalendáři. Jakmile ji složí, naskočí do vozíku, mačetou přesekne lano a dojede ve vozíku do cíle. První v cíli vyhrává odměnu.
Odměna: Nový model Pontiac Torrent. Vítěz odjede v novém autě k archeologickému nalezišti, kde na něho čeká grilování. Steaky, klobásy, vejce, zelenina a pár lahví rumu. Vítěz tam stráví noc a do tábora se vrátí druhý den ráno.
Soutěž o imunitu: Každý soutěžící bude připoután k jednomu dlouhému lanu omotanému kolem několika kůlů. Soutěžící musí odmotat dost lana, aby dosáhl cíle. Navíc bude mít spoutané ruce a nohy. Jedním z klíčů si odemkne ruce, pak se přesune k vedlejšímu kůlu, kde odemkne lano a od kůlu ho odmotá. Až odemkne poslední zámek, obdrží také poslední klíč, kterým si uvolní nohy. Až si bude myslet, že odmotal dost lana, musí běžet ke své vlajce. První, kdo v cíli rozvine svou vlajku, vyhrává imunitu a má jisté místo ve finálové čtyřce.
Po kmenové radě a vyloučení Judda měla Cindy nejasno. Zeptala se, proč jí nikdo neřekl, že se skupina chystá Judda vyloučit. Cítila, že je další na řadě, protože Judd taky nevěděl o plánu vyloučit Jamieho a byl vyloučen a ona zase nevěděla o plánu vyloučit Judda.
Cindy vyhrála odměnu a tím nový Pontiac Torrent a měla možnost se svého auta vzdát a dát nové auto ostatním čtyřem zbývajícím. Buď si ho nechá, nebo se ho vzdá a nové auto dostane každý z nich. Rozhodla se však auto si nechat, což Rafea velice překvapilo. Vybrala si Stephenie, aby s ní šla na grilování a přespala s ní v archeologickém nalezišti. Tam se spolu dohodli na vyloučení Danni a tím dostala Nakúm aliance ze hry posledního bývalého člena Yaxhá. Poté, co Stephenie vyhrála imunitu, Rafe úspěšně zařídil vyloučení Cindy 4-1, čímž potvrdila "prokletí auta" (Člověk, který v soutěži vyhrál nové auto, ještě nikdy nevyhrál celou hru). Cindy je opustila slovy "Vzpomenu si na vás až budu pozorovat hvězdy z mého nového auta" a odešla jako jeden z nejsilnějších hráčů ve hře, poté, co byla její pochodeň uhašena a stala se pátým členem poroty.

### Epizoda 14: "Thunder Storm & Sacrifice"
První soutěž o imunitu: Soutěž probíhá v nejsložitějším bludišti, jaké se kdy v soutěži objevilo. Soutěžící se rozběhnou do bludiště a budou sbírat kousky skládačky různých barev. Je šest zastávek, ale dílů skládačky je osm. Některé jsou totiž v párech. Pokaždé, když soutěžící kousky skládačky najde, vrátí se do středu plochy přes pontony a po žebříku a uloží dílek na své místo. Zpátky do bludiště se dostane přes provazový most a po žebříku. Až najde soutěžící všech osm dílů skládačky, složí skládačku, na níž bude jeden ze tří máyských obrázků. Jaguár, krokodýl, nebo opice. První, kdo ji složí má imunitu.
Závěrečná soutěž o imunitu: Soutěžící musí udržet rovnováhu na vratkém prkně, pokud možno co nejdéle. První hodinu se každý bude moc přidržovat dvou lan, což jim pomůže udržet rovnováhu. Po hodině se jednoho lana pustí, ale pořád se může držet druhého. Pokud vydrží ještě dalších 30 minut, bude každý muset pustit i druhé lano a bude bez opory. Ten, kdo zůstane na prkně jako poslední získává imunitu a má jisté místo ve finále.
Finálová čtyřka byla překvapena návštěvou máyské rodiny v den 37, která jim ukázala starobylý máyský rituál, který vyvrcholil obětováním kuřete. Na první výzvě, Rafe vyhrál svou čtvrtou soutěž o imunitu.
Na kmenové radě byla kvůli své oblíbenosti u poroty vyloučena Lydie 3-1 a stala se šestým členem poroty. Na den 38, poslední tři soutěžící se zúčastnili pochodu, při kterém prošli kolem pochodní svých padlých spoluhráčů. U každé byl obrázek padlého. Jeden z finálové trojky vždy utrhl obrázek a hodil ho ohně. Poté se zúčastnili poslední soutěže o imunitu. Po dvou hodinách a 38 minutách, Danni zůstala na prkně jako poslední a tím vyhrála finálovou výzvu a zaručila si místo ve finále.
Na kmenové radě, Danni se rozhodla vyloučit Rafea, protože si myslela, že bude mít větší šanci proti Stephenie před porotou. Porota dala finalistkám hodně zabrat.
Nakonec, v živém vysílání a vyhlášení vítěze, Danni porazila Stephenie 6-1 a stala se tak jedenáctým vítězem milionu dolarů.

## Historie hlasování
| Epizoda #   | 1             | 2                | 3                 | 4                | 5               | 6                  | 6               | 7             | 8                  | 9                   | 10              | 11             | 12             | 13              | 14              | 14          |  |  |
| Vyloučen/a: | Jim 8/9 hlasů | Morgan 8/9 hlasů | Brianna 7/8 hlasů | Brooke 5/8 hlasů | Blake 5/7 hlasů | Margaret 6/7 hlasů | Brian 5/6 hlasů | Amy 4/5 hlasů | Brandon 6/10 hlasů | Bobby Jon 6/9 hlasů | Jamie 6/8 hlasů | Gary 6/7 hlasů | Judd 4/6 hlasů | Cindy 4/5 hlasů | Lydia 3/4 hlasů | Rafe 1 hlas |  |  |
| Hráč        | Hlasy         | Hlasy            | Hlasy             | Hlasy            | Hlasy           | Hlasy              | Hlasy           | Hlasy         | Hlasy              | Hlasy               | Hlasy           | Hlasy          | Hlasy          | Hlasy           | Hlasy           | Hlasy       |  |  |
| Danni       | Jim           |                  |                   |                  | Blake           |                    | Brian           | Amy           | Jamie              | Stephenie           | Jamie           | Gary           | Judd           | Cindy           | Lydia           | Rafe        |  |  |
| Stephenie   |               | Morgan           | Brianna           | Brooke           |                 | Margaret           |                 |               | Brandon            | Bobby Jon           | Jamie           | Gary           | Judd           | Cindy           | Lydia           |             |  |  |
| Rafe        |               | Morgan           | Brianna           | Brooke           |                 | Margaret           |                 |               | Brandon            | Bobby Jon           | Jamie           | Gary           | Judd           | Cindy           | Lydia           |             |  |  |
| Lydia       |               | Morgan           | Brianna           | Brooke           |                 | Margaret           |                 |               | Brandon            | Bobby Jon           | Jamie           | Gary           | Judd           | Cindy           | Danni           |             |  |  |
| Cindy       | Jim           |                  |                   | Lydia            |                 | Margaret           |                 |               | Brandon            | Bobby Jon           | Jamie           | Gary           | Lydia          | Rafe            |                 |             |  |  |
| Judd        | Jim           |                  |                   | Brooke           |                 | Margaret           |                 |               | Brandon            | Bobby Jon           | Gary            | Gary           | Lydia          |                 |                 |             |  |  |
| Gary        |               | Morgan           | Brianna           |                  | Blake           |                    | Brian           | Amy           | Jamie              | Cindy               | Jamie           | Cindy          |                |                 |                 |             |  |  |
| Jamie       |               | Morgan           | Brianna           | Brooke           |                 | Margaret           |                 |               | Brandon            | Bobby Jon           | Gary            |                |                |                 |                 |             |  |  |
| Bobby Jon   | Jim           |                  |                   |                  | Blake           |                    | Brian           | Amy           | Jamie              | Stephenie           |                 |                |                |                 |                 |             |  |  |
| Brandon     | Jim           |                  |                   |                  | Brian           |                    | Brian           | Amy           | Jamie              |                     |                 |                |                |                 |                 |             |  |  |
| Amy         |               | Morgan           | Brianna           |                  | Blake           |                    | Brian           | Bobby Jon     |                    |                     |                 |                |                |                 |                 |             |  |  |
| Brian       |               | Morgan           | Brianna           |                  | Blake           |                    | Bobby Jon       |               |                    |                     |                 |                |                |                 |                 |             |  |  |
| Margaret    | Jim           |                  |                   | Lydia            |                 | Judd               |                 |               |                    |                     |                 |                |                |                 |                 |             |  |  |
| Blake       | Jim           |                  |                   |                  | Brian           |                    |                 |               |                    |                     |                 |                |                |                 |                 |             |  |  |
| Brooke      | Jim           |                  |                   | Lydia            |                 |                    |                 |               |                    |                     |                 |                |                |                 |                 |             |  |  |
| Brianna     |               | Morgan           | Lydia             |                  |                 |                    |                 |               |                    |                     |                 |                |                |                 |                 |             |  |  |
| Morgan      |               | Lydia            |                   |                  |                 |                    |                 |               |                    |                     |                 |                |                |                 |                 |             |  |  |
| Jim         | Margaret      |                  |                   |                  |                 |                    |                 |               |                    |                     |                 |                |                |                 |                 |             |  |  |

| Volba poroty | Volba poroty        | Volba poroty    |
| ------------ | ------------------- | --------------- |
| Finalistka:  | Stephenie 1/7 hlasů | Danni 6/7 hlasů |
| Porotce      | Hlasy               | Hlasy           |
| Rafe         | Stephenie           |                 |
| Lydia        |                     | Danni           |
| Cindy        |                     | Danni           |
| Judd         |                     | Danni           |
| Gary         |                     | Danni           |
| Jamie        |                     | Danni           |
| Bobby Jon    |                     | Danni           |